# The Chess Box
The Chess Box  — 11-дисковая антология творчества Мадди Уотерса, выпущенная в 1985 году в Японии. Лауреат 6th Blues Music Awards 1985 года в номинации «Перевыпущенный альбом». В 1988 году альбом как классика блюзовых записей был введён в Зал славы блюза .

## Список композиций

### Диск 1
| №  | Название                                                          | Участники записи | Длительность |
| -- | ----------------------------------------------------------------- | --- | ------------ |
| 1. | «Gypsy Woman» (запись 1947 года)                                  | контрабас — Эрнест «Биг» Крауфорд фортепиано — Санниленд Слим гитара, вокал — Мадди Уотерс                              |              |
| 2. | «Little Anna Mae» (запись 1947 года)                              | ударные — неизвестен контрабас — Эрнест «Биг» Крауфорд фортепиано — Санниленд Слим гитара, вокал — Мадди Уотерс         |              |
| 3. | «Mean Disposition» (запись апреля 1948 года, ранее не издавалась) | саксофон-альт — Алекс Аткинс контрабас — Эрнест «Биг» Крауфорд фортепиано — Санниленд Слим Мадди Уотерс — гитара, вокал |              |
| 4. | «I Can't Be Satisfied» (запись апреля 1948 года)                  | контрабас — Эрнест «Биг» Крауфорд гитара, вокал — Мадди Уотерс                                                          |              |
| 5. | «I Feel Like Going Home» (запись апреля 1948 года)                | контрабас — Эрнест «Биг» Крауфорд гитара, вокал — Мадди Уотерс                                                          |              |
| 6. | «Train Fare Home» (запись 1948 года)                              | контрабас — Эрнест «Биг» Крауфорд гитара, вокал — Мадди Уотерс                                                          |              |
| 7. | «Down South Blues» (запись 1948 года, ранее не издавалась)        | контрабас — Эрнест «Биг» Крауфорд гитара, вокал — Мадди Уотерс                                                          |              |

| №  | Название                                                                    | Участники записи                                                                     | Длительность |
| -- | --------------------------------------------------------------------------- | ------------------------------------------------------------------------------------ | ------------ |
| 1. | «Kind Hearted Woman» (запись 1948 года, ранее не издавалась)                | контрабас — Эрнест «Биг» Крауфорд гитара, вокал — Мадди Уотерс                       |              |
| 2. | «Sittin' Here And Drinkin'» (запись 1948 года)                              | гитара, вокал — Мадди Уотерс                                                         |              |
| 3. | «You're Gonna Miss Me» (запись 30 ноября 1948 года)                         | гитара — Лерой Фостер контрабас — Эрнест «Биг» Крауфорд гитара, вокал — Мадди Уотерс |              |
| 4. | «Mean Red Spider» (запись 30 ноября 1948 года)                              | гитара — Лерой Фостер контрабас — Эрнест «Биг» Крауфорд гитара, вокал — Мадди Уотерс |              |
| 5. | «Standin' Here Tremblin'» (запись 30 ноября 1948 года, ранее не издавалась) | гитара — Лерой Фостер контрабас — Эрнест «Биг» Крауфорд гитара, вокал — Мадди Уотерс |              |
| 6. | «Streamline Woman» (запись 30 ноября 1948 года)                             | гитара — Лерой Фостер контрабас — Эрнест «Биг» Крауфорд гитара, вокал — Мадди Уотерс |              |
| 7. | «Hard Days» (запись 30 ноября 1948 года, ранее не издавалась)               | гитара — Лерой Фостер контрабас — Эрнест «Биг» Крауфорд гитара, вокал — Мадди Уотерс |              |
| 8. | «Muddy Jumps One» (запись 30 ноября 1948 года)                              | гитара — Лерой Фостер контрабас — Эрнест «Биг» Крауфорд гитара — Мадди Уотерс        |              |

### Диск 2
| №  | Название                                                                   | Участники записи                                                                                      | Длительность |
| -- | -------------------------------------------------------------------------- | --- | ------------ |
| 1. | «Little Geneva» (запись июля 1949 года)                                    | контрабас — Эрнест «Биг» Крауфорд гитара, вокал — Мадди Уотерс                                        |              |
| 2. | «Canary Bird» (запись июля 1949 года)                                      | контрабас — Эрнест «Биг» Крауфорд гитара, вокал — Мадди Уотерс                                        |              |
| 3. | «Burying Ground» (запись июля 1949 года, ранее не издавалась)              | контрабас — Эрнест «Биг» Крауфорд гитара, вокал — Мадди Уотерс                                        |              |
| 4. | «Screaming And Crying» (запись 1949 года)                                  | ударные — Лерой Фостер гитара — Джимми Роджерс фортепиано — Джонни Джонс гитара, вокал — Мадди Уотерс |              |
| 5. | «Where's My Woman Been» (запись 1949 года)                                 | ударные — Лерой Фостер гитара — Джимми Роджерс фортепиано — Джонни Джонс гитара, вокал — Мадди Уотерс |              |
| 6. | «Last Time I Fool Around With You» (запись 1949 года, ранее не издавалась) | ударные — Лерой Фостер гитара — Джимми Роджерс фортепиано — Джонни Джонс гитара, вокал — Мадди Уотерс |              |
| 7. | «Rollin' And Tumblin', Part 1» (запись февраля 1950 года)                  | контрабас — Эрнест «Биг» Крауфорд гитара, вокал — Мадди Уотерс                                        |              |
| 8. | «Rollin' And Tumblin', Part 2» (запись февраля 1950 года)                  | контрабас — Эрнест «Биг» Крауфорд гитара, вокал — Мадди Уотерс                                        |              |

| №  | Название                                                                         | Участники записи                                                                               | Длительность |
| -- | -------------------------------------------------------------------------------- | ---------------------------------------------------------------------------------------------- | ------------ |
| 1. | «Rolling Stone» (запись февраля 1950 года)                                       | гитара, вокал — Мадди Уотерс                                                                   |              |
| 2. | «Rolling Stone (Alternate Take)» (запись февраля 1950 года, ранее не издавалась) | гитара, вокал — Мадди Уотерс                                                                   |              |
| 3. | «Walkin' Blues» (запись февраля 1950 года)                                       | контрабас — Эрнест «Биг» Крауфорд гитара, вокал — Мадди Уотерс                                 |              |
| 4. | «You're Gonna Need My Help I Said» (запись 1950 года)                            | губная гармоника — Литтл Уолтер контрабас — Эрнест «Биг» Крауфорд гитара, вокал — Мадди Уотерс |              |
| 5. | «Sad Letter Blues» (запись 1950 года)                                            | губная гармоника — Литтл Уолтер контрабас — Эрнест «Биг» Крауфорд гитара, вокал — Мадди Уотерс |              |
| 6. | «Early Morning Blues» (запись 1950 года)                                         | губная гармоника — Литтл Уолтер контрабас — Эрнест «Биг» Крауфорд гитара, вокал — Мадди Уотерс |              |
| 7. | «Appealing Blues» (запись 1950 года)                                             | губная гармоника — Литтл Уолтер контрабас — Эрнест «Биг» Крауфорд гитара, вокал — Мадди Уотерс |              |

### Диск 3
| №  | Название                                                      | Участники записи | Длительность |
| -- | ------------------------------------------------------------- | --- | ------------ |
| 1. | «Louisiana Blues» (запись 23 октября 1950 года)               | ударные — Элджин Эдмондс губная гармоника — Литтл Уолтер контрабас — Эрнест «Биг» Крауфорд гитара, вокал — Мадди Уотерс |              |
| 2. | «Evans Shuffle» (запись 23 октября 1950 года)                 | губная гармоника — Литтл Уолтер контрабас — Эрнест «Биг» Крауфорд гитара, вокал — Мадди Уотерс                          |              |
| 3. | «Long Distance Call» (запись 23 января 1951 года)             | губная гармоника — Литтл Уолтер контрабас — Эрнест «Биг» Крауфорд гитара, вокал — Мадди Уотерс                          |              |
| 4. | «Too Young To Know» (запись 23 января 1951 года)              | губная гармоника — Литтл Уолтер контрабас — Эрнест «Биг» Крауфорд гитара, вокал — Мадди Уотерс                          |              |
| 5. | «Honey Bee» (запись 23 января 1951 года, ранее не издавалась) | губная гармоника — Литтл Уолтер контрабас — Эрнест «Биг» Крауфорд гитара, вокал — Мадди Уотерс                          |              |
| 6. | «Howlin' Wolf» (запись 23 января 1951 года)                   | губная гармоника — Литтл Уолтер контрабас — Эрнест «Биг» Крауфорд гитара, вокал — Мадди Уотерс                          |              |
| 7. | «Country Boy» (запись 11 июля 1951 года)                      | ударные — Лен Чесс губная гармоника — Литтл Уолтер гитара, вокал — Мадди Уотерс                                         |              |
| 8. | «She Moves Me» (запись 11 июля 1951 года)                     | ударные — Лен Чесс губная гармоника — Литтл Уолтер гитара, вокал — Мадди Уотерс                                         |              |

| №  | Название                                                                             | Участники записи | Длительность |
| -- | ------------------------------------------------------------------------------------ | --- | ------------ |
| 1. | «My Fault» (запись 11 июля 1951 года)                                                | ударные — Лен Чесс губная гармоника — Литтл Уолтер гитара, вокал — Мадди Уотерс                                     |              |
| 2. | «Still A Fool» (запись 11 июля 1951 года)                                            | ударные — Лен Чесс губная гармоника — Литтл Уолтер гитара, вокал — Мадди Уотерс                                     |              |
| 3. | «They Call Me Muddy Waters» (запись 29 декабря 1951 года, ранее не издавалась)       | ударные — Элджин Эдмондс губная гармоника — Джуниор Уэллс гитара — Литтл Уолтер гитара, вокал — Мадди Уотерс        |              |
| 4. | «All Night Long» (запись 29 декабря 1951 года)                                       | губная гармоника —Литтл Уолтер гитара, вокал — Мадди Уотерс                                                         |              |
| 5. | «All Night Long (Alternate Take)» (запись 29 декабря 1951 года, ранее не издавалась) | ударные — Элджин Эдмондс губная гармоника — Джуниор Уэллс гитара — Литтл Уолтер гитара, вокал — Мадди Уотерс        |              |
| 6. | «Stuff You Gotta Watch» (запись 29 декабря 1951 года, ранее не издавалась)           | ударные — Элджин Эдмондс губная гармоника — Джуниор Уэллс гитара, вокал — Литтл Уолтер гитара, вокал — Мадди Уотерс |              |
| 7. | «Lonesome Day» (запись 29 декабря 1951 года, ранее не издавалась)                    | ударные — Элджин Эдмондс губная гармоника — Джуниор Уэллс гитара — Литтл Уолтер гитара, вокал — Мадди Уотерс        |              |

### Диск 4
| №  | Название                                                                  | Участники записи                                                                                              | Длительность |
| -- | ------------------------------------------------------------------------- | --- | ------------ |
| 1. | «Please Have Mercy» ( запись мая 1952 года)                               | ударные — Элджин Эдмондс губная гармоника — Литтл Уолтер гитара — Джимми Роджерс гитара, вокал — Мадди Уотерс |              |
| 2. | «Who's Gonna Be Your Sweet Man» (запись 17 сентября 1952 года)            | ударные — Элджин Эдмондс губная гармоника — Литтл Уолтер гитара — Джимми Роджерс гитара, вокал — Мадди Уотерс |              |
| 3. | «Standing Around Crying» (запись 17 сентября 1952 года)                   | ударные — Элджин Эдмондс губная гармоника — Литтл Уолтер гитара — Джимми Роджерс гитара, вокал — Мадди Уотерс |              |
| 4. | «Gone To Main Street» (запись 17 сентября 1952 года)                      | ударные — Элджин Эдмондс губная гармоника — Литтл Уолтер гитара — Джимми Роджерс гитара, вокал — Мадди Уотерс |              |
| 5. | «Iodine In My Coffee» (запись 17 сентября 1952 года, ранее не издавалась) | ударные — Элджин Эдмондс губная гармоника — Литтл Уолтер гитара — Джимми Роджерс гитара, вокал — Мадди Уотерс |              |
| 6. | «Flood» (запись января 1953 года, ранее не издавалась)                    | ударные — Элджин Эдмондс губная гармоника — Литтл Уолтер гитара — Джимми Роджерс гитара, вокал — Мадди Уотерс |              |
| 7. | «My Life Is Ruined» (запись января 1953 года, ранее не издавалась)        | ударные — Элджин Эдмондс губная гармоника — Литтл Уолтер гитара — Джимми Роджерс гитара, вокал — Мадди Уотерс |              |

| №  | Название                                                                               | Участники записи | Длительность |
| -- | -------------------------------------------------------------------------------------- | --- | ------------ |
| 1. | «She's All Right» (запись января 1953 года)                                            | ударные — Элджин Эдмондс губная гармоника — Литтл Уолтер гитара — Джимми Роджерс гитара, вокал — Мадди Уотерс                                   |              |
| 2. | «She's All Right (Alternate Take)» (запись января 1953 года, ранее не издавалась)      | ударные — Элджин Эдмондс губная гармоника — Литтл Уолтер гитара — Джимми Роджерс гитара, вокал — Мадди Уотерс                                   |              |
| 3. | «Sad Sad Day» (запись января 1953 года)                                                | контрабас — Эрнест «Биг» Крауфорд ударные — Элджин Эдмондс губная гармоника — Литтл Уолтер гитара — Джимми Роджерс гитара, вокал — Мадди Уотерс |              |
| 4. | «Turn The Lamp Down Low (Baby Please Don't Go)» (запись 4 мая 1953 года)               | контрабас — Эрнест «Биг» Крауфорд ударные — Элджин Эдмондс губная гармоника — Литтл Уолтер гитара — Джимми Роджерс гитара, вокал — Мадди Уотерс |              |
| 5. | «Baby Please Don't Go (Alternate Take)» (запись 4 мая 1953 года, ранее не издавалась)  | ударные — Элджин Эдмондс губная гармоника — Литтл Уолтер гитара — Джимми Роджерс гитара, вокал — Мадди Уотерс                                   |              |
| 6. | «Loving Man» (запись 4 мая 1953 года)                                                  | ударные — Элджин Эдмондс губная гармоника — Литтл Уолтер гитара — Джимми Роджерс гитара, вокал — Мадди Уотерс                                   |              |
| 7. | «Blow Wind Blow» (запись 24 сентября 1953 года, ранее не издавалась)                   | фортепиано — Отис Спэнн ударные — Элджин Эдмондс губная гармоника — Литтл Уолтер гитара — Джимми Роджерс гитара, вокал — Мадди Уотерс           |              |
| 8. | «Mad Love (I Want You To Love Me)» (запись 24 сентября 1953 года, ранее не издавалась) | фортепиано — Отис Спэнн ударные — Элджин Эдмондс губная гармоника — Литтл Уолтер гитара — Джимми Роджерс гитара, вокал — Мадди Уотерс           |              |

### Диск 5
| №  | Название                                                 | Участники записи | Длительность |
| -- | -------------------------------------------------------- | --- | ------------ |
| 1. | «I Got To Find My Baby» ( запись октября 1955 года)      | бас-гитара — Вилли Диксон фортепиано — Отис Спэнн ударные — Фрэнсис Клей губная гармоника — Литтл Уолтер гитара — Джимми Роджерс гитара, вокал — Мадди Уотерс                            |              |
| 2. | «Sugar Sweet» ( запись октября 1955 года)                | бас-гитара — Вилли Диксон фортепиано — Отис Спэнн ударные — Фрэнсис Клей губная гармоника — Литтл Уолтер гитара — Джимми Роджерс гитара, вокал — Мадди Уотерс                            |              |
| 3. | «Trouble No More» ( запись октября 1955 года)            | бас-гитара — Вилли Диксон фортепиано — Отис Спэнн ударные — Фрэнсис Клей губная гармоника — Литтл Уолтер гитара — Джимми Роджерс гитара, вокал — Мадди Уотерс                            |              |
| 4. | «Clouds In My Heart» ( запись октября 1955 года)         | бас-гитара — Вилли Диксон фортепиано — Отис Спэнн ударные — Фрэнсис Клей губная гармоника — Литтл Уолтер гитара — Джимми Роджерс гитара, вокал — Мадди Уотерс                            |              |
| 5. | «Forty Days And Forty Nights» ( запись начала 1956 года) | бас-гитара — Вилли Диксон фортепиано — Отис Спэнн ударные — Фрэнсис Клей губная гармоника — Литтл Уолтер гитара — Пет Хейр гитара, вокал — Мадди Уотерс                                  |              |
| 6. | «All Aboard» ( запись начала 1956 года)                  | бас-гитара — Вилли Диксон фортепиано — Отис Спэнн ударные — Фрэнсис Клей губная гармоника — Литтл Уолтер губная гармоника — Джеймс Коттон гитара — Пет Хейр гитара, вокал — Мадди Уотерс |              |
| 7. | «Just To Be With You» ( запись июля 1956 года)           | бас-гитара — Вилли Диксон фортепиано — Отис Спэнн ударные — Фрэнсис Клей губная гармоника — Литтл Уолтер гитара — Пет Хейр гитара, вокал — Мадди Уотерс                                  |              |

| №  | Название                                              | Участники записи | Длительность |
| -- | ----------------------------------------------------- | --- | ------------ |
| 1. | «Don't Go No Farther» ( запись июля 1956 года)        | бас-гитара — Вилли Диксон фортепиано — Отис Спэнн ударные — Фрэнсис Клей губная гармоника — Литтл Уолтер гитара — Пет Хейр гитара, вокал — Мадди Уотерс                                                   |              |
| 2. | «Diamonds At Your Feet» ( запись июля 1956 года)      | бас-гитара — Вилли Диксон фортепиано — Отис Спэнн ударные — Фрэнсис Клей губная гармоника — Литтл Уолтер гитара — Пет Хейр гитара, вокал — Мадди Уотерс                                                   |              |
| 3. | «Live The Life I Love» (запись 1 декабря 1956 года )  | бас-гитара — Вилли Диксон фортепиано — Отис Спэнн ударные — Фрэнсис Клей губная гармоника — Джеймс Коттон гитара — Пет Хейр гитара, вокал — Мадди Уотерс                                                  |              |
| 4. | «Rock Me» (запись 1 декабря 1956 года )               | бас-гитара — Вилли Диксон фортепиано — Отис Спэнн ударные — Фрэнсис Клей губная гармоника — Джеймс Коттон гитара — Пет Хейр гитара, вокал — Мадди Уотерс                                                  |              |
| 5. | «Look What You've Done» (запись 1 декабря 1956 года ) | бас-гитара — Вилли Диксон фортепиано — Отис Спэнн ударные — Фрэнсис Клей губная гармоника — Литтл Уолтер гитара — Пет Хейр гитара, вокал — Мадди Уотерс                                                   |              |
| 6. | «Got My Mojo Working» (запись 1 декабря 1956 года )   | бас-гитара — Вилли Диксон фортепиано — Отис Спэнн ударные — Фрэнсис Клей губная гармоника — Литтл Уолтер гитара — Пет Хейр гитара, вокал — Мадди Уотерс                                                   |              |
| 7. | «Good News» (запись июня 1957 года)                   | бас-гитара — Вилли Диксон фортепиано — Отис Спэнн ударные — Фрэнсис Клей губная гармоника — Джеймс Коттон гитара — Пет Хейр саксофон — неизвестный саксофон — Маркус Джонсон гитара, вокал — Мадди Уотерс |              |
| 8. | «Evil» (запись июня 1957 года)                        | бас-гитара — Вилли Диксон фортепиано — Отис Спэнн ударные — Фрэнсис Клей губная гармоника — Джеймс Коттон гитара — Пет Хейр саксофон — неизвестный саксофон — Маркус Джонсон гитара, вокал — Мадди Уотерс |              |

### Диск 6
| №  | Название                                                           | Участники записи | Длительность |
| -- | ------------------------------------------------------------------ | --- | ------------ |
| 1. | «Come Home Baby, I Wish You Would» (запись июня 1957 года)         | бас-гитара — Вилли Диксон фортепиано — Отис Спэнн ударные — Фрэнсис Клей губная гармоника — Джеймс Коттон гитара — Пет Хейр саксофон — неизвестный саксофон — Маркус Джонсон гитара, вокал — Мадди Уотерс |              |
| 2. | «Let Me Hang Around» (запись июня 1957 года, ранее не выпускалась) | бас-гитара — Вилли Диксон фортепиано — Отис Спэнн ударные — Фрэнсис Клей губная гармоника — Джеймс Коттон гитара — Пет Хейр саксофон — неизвестный саксофон — Маркус Джонсон гитара, вокал — Мадди Уотерс |              |
| 3. | «I Won't Go On» ( запись 1958 года)                                | бас-гитара — Вилли Диксон фортепиано — Отис Спэнн ударные — Фрэнсис Клей губная гармоника — Литтл Уолтер гитара — Джимми Роджерс гитара, вокал — Мадди Уотерс                                             |              |
| 4. | «She's Got It» ( запись 1958 года)                                 | бас-гитара — Вилли Диксон фортепиано — Отис Спэнн ударные — Фрэнсис Клей губная гармоника — Литтл Уолтер гитара — Пет Хейр гитара, вокал — Мадди Уотерс                                                   |              |
| 5. | «Born Lover» ( запись 1958 года, ранее не выпускалась)             | бас-гитара — Вилли Диксон фортепиано — Отис Спэнн ударные — Фрэнсис Клей губная гармоника — Литтл Уолтер гитара — Пет Хейр гитара, вокал — Мадди Уотерс                                                   |              |
| 6. | «She's Nineteen Years Old» ( запись августа 1958 года)             | бас-гитара — Вилли Диксон фортепиано — Отис Спэнн ударные — Фрэнсис Клей губная гармоника — Литтл Уолтер гитара — Пет Хейр гитара — Фред Робинсон вокал — Мадди Уотерс                                    |              |
| 7. | «Close To You» ( запись августа 1958 года)                         | бас-гитара — Вилли Диксон фортепиано — Отис Спэнн ударные — Фрэнсис Клей губная гармоника — Литтл Уолтер гитара — Пет Хейр гитара — Фред Робинсон вокал — Мадди Уотерс                                    |              |

| №  | Название                                                                | Участники записи | Длительность |
| -- | ----------------------------------------------------------------------- | --- | ------------ |
| 1. | «Walking Thru The Park» ( запись 1958 года)                             | бас-гитара — Эндрю Стивенсон фортепиано — Отис Спэнн ударные — Фрэнсис Клей губная гармоника — Джеймс Коттон гитара — Пет Хейр гитара, вокал — Мадди Уотерс |              |
| 2. | «Blues Before Sunrise» ( запись января 1959 года, ранее не выпускалась) | бас-гитара — Эндрю Стивенсон фортепиано — Отис Спэнн ударные — Фрэнсис Клей губная гармоника — Джеймс Коттон гитара — Пет Хейр гитара, вокал — Мадди Уотерс |              |
| 3. | «Mean Mistreater» ( запись января 1959 года)                            | бас-гитара — Эндрю Стивенсон фортепиано — Отис Спэнн ударные — Фрэнсис Клей губная гармоника — Джеймс Коттон гитара — Пет Хейр гитара, вокал — Мадди Уотерс |              |
| 4. | «Crawling Kingsnake» ( запись января 1959 года, ранее не выпускалась)   | бас-гитара — Эндрю Стивенсон фортепиано — Отис Спэнн ударные — Фрэнсис Клей губная гармоника — Джеймс Коттон гитара — Пет Хейр гитара, вокал — Мадди Уотерс |              |
| 5. | «Lonesome Road Blues» ( запись июня 1959 года)                          | бас-гитара — Эндрю Стивенсон фортепиано — Отис Спэнн ударные — Фрэнсис Клей, Вилли Смит гитара — Пет Хейр гитара, вокал — Мадди Уотерс                      |              |
| 6. | «Mopper's Blues» ( запись июня 1959 года)                               | бас-гитара — Эндрю Стивенсон фортепиано — Отис Спэнн ударные — Фрэнсис Клей, Вилли Смит гитара — Пет Хейр гитара, вокал — Мадди Уотерс                      |              |
| 7. | «Take The Bitter With The Sweet» ( запись июня 1959 года)               | бас-гитара — Эндрю Стивенсон фортепиано — Отис Спэнн ударные — Фрэнсис Клей, Вилли Смит гитара — Пет Хейр гитара, вокал — Мадди Уотерс                      |              |

### Диск 7
| №  | Название                                        | Участники записи | Длительность |
| -- | ----------------------------------------------- | --- | ------------ |
| 1. | «She's Into Something» ( запись июня 1959 года) | бас-гитара — Эндрю Стивенсон фортепиано — Отис Спэнн ударные — Фрэнсис Клей, Вилли Смит губная гармоника — Джеймс Коттон гитара — Пет Хейр гитара, вокал — Мадди Уотерс |              |
| 2. | «South Bound Train» ( запись июня 1959 года)    | бас-гитара — Эндрю Стивенсон фортепиано — Отис Спэнн ударные — Фрэнсис Клей, Вилли Смит губная гармоника — Джеймс Коттон гитара — Пет Хейр гитара, вокал — Мадди Уотерс |              |
| 3. | «Just A Dream» ( запись июня 1959 года)         | бас-гитара — Эндрю Стивенсон фортепиано — Отис Спэнн ударные — Фрэнсис Клей, Вилли Смит губная гармоника — Джеймс Коттон гитара — Пет Хейр гитара, вокал — Мадди Уотерс |              |
| 4. | «I Feel So Good» ( запись июня 1959 года)       | бас-гитара — Эндрю Стивенсон фортепиано — Отис Спэнн ударные — Фрэнсис Клей, Вилли Смит губная гармоника — Джеймс Коттон гитара — Пет Хейр гитара, вокал — Мадди Уотерс |              |
| 5. | «Hey Hey» ( запись июня 1959 года)              | бас-гитара — Эндрю Стивенсон фортепиано — Отис Спэнн ударные — Фрэнсис Клей, Вилли Смит губная гармоника — Джеймс Коттон гитара — Пет Хейр гитара, вокал — Мадди Уотерс |              |
| 6. | «Love Affair» ( запись июня 1959 года)          | бас-гитара — Эндрю Стивенсон фортепиано — Отис Спэнн ударные — Фрэнсис Клей, Вилли Смит губная гармоника — Джеймс Коттон гитара — Пет Хейр гитара, вокал — Мадди Уотерс |              |
| 7. | «Recipe For Love» ( запись июня 1959 года)      | бас-гитара — Эндрю Стивенсон фортепиано — Отис Спэнн ударные — Фрэнсис Клей, Вилли Смит губная гармоника — Джеймс Коттон гитара — Пет Хейр гитара, вокал — Мадди Уотерс |              |

| №  | Название                                          | Участники записи | Длительность |
| -- | ------------------------------------------------- | --- | ------------ |
| 1. | «Baby, I Done Got Wise» ( запись июля 1959 года)  | бас-гитара — Эндрю Стивенсон ударные — Фрэнсис Клей, Вилли Смит гитара — Пет Хейр вокал — Мадди Уотерс                                                              |              |
| 2. | «Tell Me Baby» ( запись июля 1959 года)           | бас-гитара — Эндрю Стивенсон ударные — Фрэнсис Клей, Вилли Смит гитара — Пет Хейр вокал — Мадди Уотерс                                                              |              |
| 3. | «When I Get To Thinking» ( запись июля 1959 года) | бас-гитара — Эндрю Стивенсон ударные — Фрэнсис Клей, Вилли Смит гитара — Пет Хейр вокал — Мадди Уотерс                                                              |              |
| 4. | «Double Trouble» ( запись июля 1959 года)         | бас-гитара — Эндрю Стивенсон ударные — Фрэнсис Клей, Вилли Смит гитара — Пет Хейр вокал — Мадди Уотерс                                                              |              |
| 5. | «Woman Wanted» ( запись апреля 1960 года)         | бас-гитара — Вилли Диксон фортепиано — Отис Спэнн ударные — Фрэнсис Клей, Вилли Смит губная гармоника — Литтл Уолтер гитара — Пет Хейр гитара, вокал — Мадди Уотерс |              |
| 6. | «Read Way Back» ( запись апреля 1960 года)        | бас-гитара — Вилли Диксон фортепиано — Отис Спэнн ударные — Фрэнсис Клей, Вилли Смит губная гармоника — Литтл Уолтер гитара — Пет Хейр гитара, вокал — Мадди Уотерс |              |